# Кпаліме

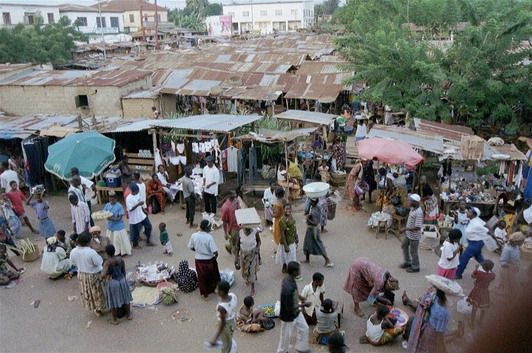
Ринок в Кпаліме.

Кпалі́ме (фр. Kpalimé; до 1974 року Паліме, фр. Palimé) — місто в Того. Кпаліме — одне з найбільших міст Того і важливий сільськогосподарський та транспортний центр. У доколоніальний період був відомий під назвою Агоме-Паліме.

## Історія
C давніх часів на території нинішнього міста проживав народ еве. У 1855–1914 роках місто перебувало під владою німців, в 1914–1919 роках — англійців, у 1919–1960 роках — французів.

## Географія
Місто Кпаліме лежить на крайньому південному заході країни, біля кордону з Ганою, у регіоні Плато. Є адміністративним центром префектури Клуто.
Відстань між Кпаліме і столицею країни Ломе становить 110 км. Клімат у Кпаліме м'який, гірський.
На південний схід від міста лежить пік Бауман — найвища точка Того.

## Населення
Чисельність населення — 75 084 особи (2010). За оцінкою 2013 року, населення міста становило 83 606 осіб. У місті Кпаліме та його околицях проживають переважно представники народу еве.

## Інфраструктура
Кпаліме — центр сільськогосподарського регіону, відомого плантаціями кави та какао-бобів, інших культур (кукурудза, маніок). Також є великим регіональним торговим центром (тканини, овочі та фрукти тощо).
Місто Кпаліме пов'язане із столицею країни автомобільною дорогою та залізницею.

## Пам'ятки
- Католицька церква Святого Духа (1913 рік), побудована ще німецькою колоніальною владою. У 2003 році відреставрована.
- Залишки старої залізниці Ломе — Кпаліме і колишнього вокзалу, побудованого в 1907 році на честь дня народження німецького імператора.
- Цвинтар, що зберігся з часів німецької колоніальної влади.